# Anfiprostilo

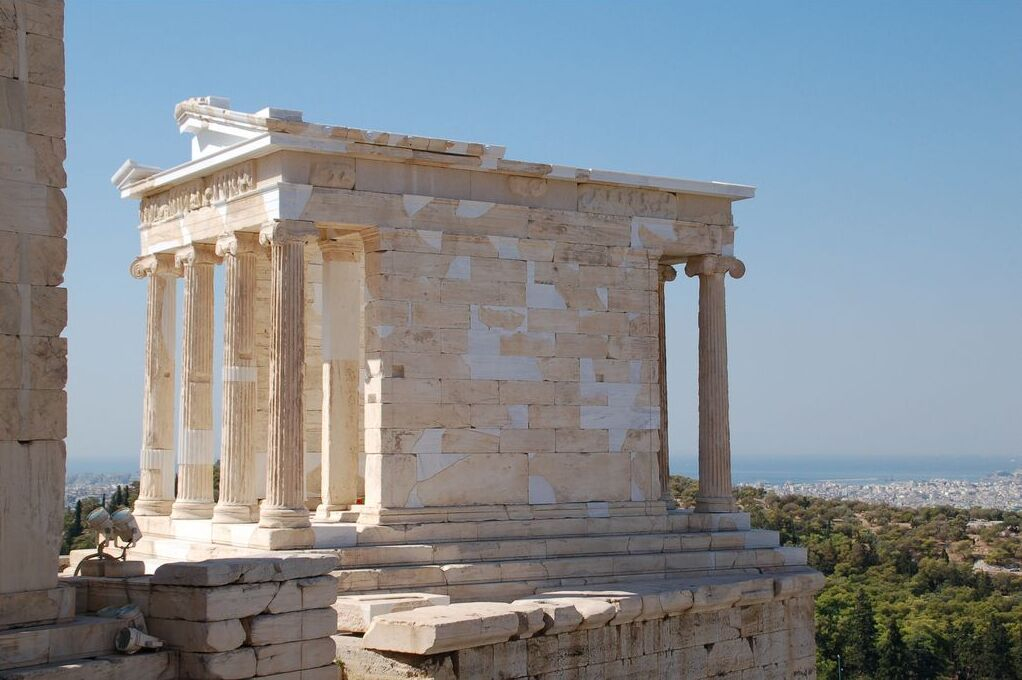
Vista nordeste do Templo de Atena Nice, um templo em anfiprostilo.

Anfiprostilo (do grego ἀμφί  ( amphi ), em ambos os lados, e πρόστυλος  ( prostylos ), pórtico, que tem suas fachadas ornadas de colunas) é, na arquitectura clássica, um templo com um pórtico à frente e à retaguarda. O número de colunas raramente excedia quatro à frente e quatro atrás. O exemplo mais conhecido é o pequeno templo em tetrastilo de Atena Nice, em Atenas. Outros exemplos conhecidos são o Templo de Ártemis Agrotera, nos arredores de Atenas, e o Templo dos Atenienses, em  hexastilo, em Delos.
Os templos em anfiprostilo sem colunas aos lados podem ser denominados "apterais" (do grego απτερος, "sem asas": α-, "sem" + πτερον, "asa"). O templo Atena Nice é um exemplo.